# Kwesi Ameyaw
Kwesi Ameyaw (Kitchener, 24 agosto 1975) è un attore canadese, noto per i personaggi interpretati in numerose serie televisive horror, fantascientifiche e fantasy.

## Filmografia

### Cinema
- Il sesto giorno (The 6th Day), regia di Roger Spottiswoode (2000) - non accreditato
- Scooby-Doo 2 - Mostri scatenati (Scooby Doo 2: Monsters Unleashed), regia di Raja Gosnell (2004)
- Fatal Reunion regia di George Erschbamer (2005)
- A-Team (The A-Team), regia di Joe Carnahan (2010)
- Freaks, regia di Zach Lipovsky e Adam B. Stein (2018)
- Never Kiss a Man in a Christmas Sweater, regia di Allan Harmon (2020)

### Televisione
- The Lone Gunmen – serie TV, episodio 1x07 (2001)
- Oltre i limiti (The Outer Limits) – serie TV, episodi 6x05-7x07 (2000-2001)
- The Twilight Zone – serie TV, episodio 1x02 (2002)
- Tom Stone – serie TV, 6 episodi (2002-2003)
- Smallville – serie TV, episodi 1x13-2x18-3x08 (2002-2003)
- Tru Calling – serie TV, episodio 1x04 (2003)
- Battlestar Galactica – miniserie TV, episodi 1x01-1x02 (2003)
- The L Word – serie TV, 6 episodi (2004-2006)
- Falcon Beach – serie TV, 14 episodi (2006-2007)
- C'era una volta (Once Upon a Time) – serie TV, episodio 1x10 (2012)
- Supernatural – serie TV, episodi 2x20-9x01 (2007-2013)
- Psych – serie TV, episodio 3x11 (2009)
- Fringe – serie TV, episodio 2x12 (2010)
- Continuum – serie TV, episodio 3x07 (2014)
- Motive – serie TV, episodio 2x09 (2014)
- iZombie – serie TV, episodio 2x05 (2015)
- Il sogno di una vita (Ice Sculpture Christmas), regia di David Mackay – film TV (2015)
- Messaggio per uccidere (Truth & Lies), regia di George Ercshbamer – film TV (2015)
- Legends of Tomorrow – serie TV, episodi 2x01-2x02-2x12 (2016-2017)
- Travelers – serie TV, episodio 1x11 (2016)
- Lucifer – serie TV, episodio 2x15 (2017)
- Lost in Space – serie TV, 2 episodi (2018-2019)
- Riverdale – serie TV, 2 episodi (2018)
- Supergirl – serie TV, episodio 4x05 (2018)
- Van Helsing – serie TV, episodio 3x04 (2018)
- Batwoman – serie TV, episodio 1x18 (2020)
- The Good Doctor – serie TV, episodio 7x01 (2024)
- Wild Cards – serie TV, episodio 1x08 (2024)

## Doppiatori italiani
Nelle versioni in italiano delle opere in cui ha recitato, Kwesi Ameyaw è stato doppiato da:
- Luca Graziani in C'era una volta, Messaggio per uccidere
- Massimiliano Plinio in iZombie, Quel natale che ci ha fatti incontrare
- Marco De Risi in Smallville (ep. 1x13, 2x18)
- Massimo Bitossi in Smallville (ep. 3x08)
- Massimiliano Virgilii in The L Word
- Davide Marzi in Criminal Minds
- Diego Sabre in Jake 2.0
- Giuliano Bonetto in Supernatural (ep. 2x20)
- Marco Bassetti in Supernatural (ep. 9x01)
- Roberto Draghetti in Psych
- Gianluca Crisafi in A-Team
- Enrico Di Troia in Fringe
- Marco Benedetti in Continuum
- Alessandro Ballico in Motive
- Marco Giansante in Legends of Tomorrow
- Raffaele Carpentieri in Travelers
- Enrico Chirico in Lucifer
- Carlo Petruccetti in Lost in Space (ep. 1x09)
- Alessandro Capra in Lost in Space (ep. 2x04)
- Fabrizio Russotto in Supergirl
- Marco Balzarotti in Van Helsing